# Landis
Landis – miasto w Stanach Zjednoczonych, w stanie Karolina Północna, w hrabstwie Rowan.